# Брекоткин, Дмитрий Владиславович
Дми́трий Владисла́вович Бреко́ткин (род. 28 марта 1970, Свердловск) — российский актёр кино и телевидения, телеведущий. Участник команды КВН, а впоследствии творческого коллектива «Уральские пельмени».

## Биография
Дмитрий Брекоткин родился 28 марта 1970 года в Свердловске. В школьные годы перепробовал множество спортивных дисциплин: ориентирование, лыжи, плавание, бадминтон, но в силу своей неусидчивости нигде не задерживался дольше, чем на полгода. В пятом классе Дмитрий попал в секцию самбо, где сумел закрепиться и получил разряд кандидата в мастера спорта. В период с 1988 по 1990 год проходил службу в танковых войсках. Часть дислоцировалась в Германии (города Пархим и Гарделеген),  Восточная Германия.

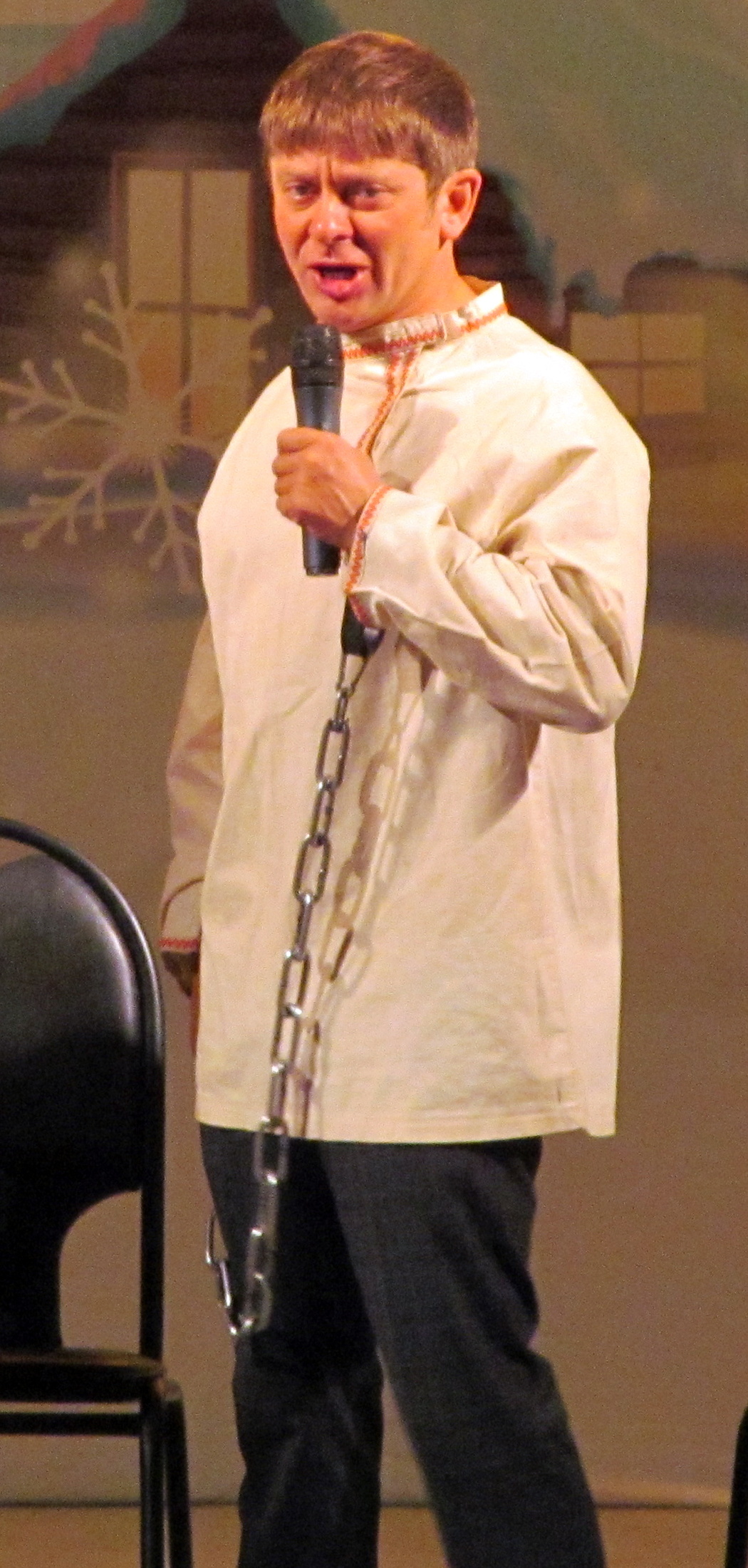
Дмитрий Брекоткин на концерте «Уральских пельменей» в Пермском Д. К. Солдатова, 15 января 2015 года.

После армии Брекоткин обучался в УГТУ — УПИ на механико-машиностроительном факультете (механическая обработка цветных металлов). По словам самого артиста, свой выбор он сделал в первую очередь из-за низкого конкурса (всего 0,8 человека на место). В студенческом строительном отряде «Эдельвейс» Брекоткин познакомился с Сергеем Ершовым и Дмитрием Соколовым, которые предложили ему играть за университетскую команду «Уральские пельмени». В составе команды Брекоткин стал чемпионом Высшей лиги КВН 2000 года. За год до этого коллектив завоевал «Кивина в светлом» на музыкальном фестивале в Юрмале.
Из института Брекоткин был отчислен за прогулы и плохую успеваемость, после чего работал на стройке. Начинал помощником штукатура, быстро освоил с десяток специальностей — от каменщика до отделочника. Стал бригадиром, а затем мастером строительно-монтажных работ. Всё это время он совмещал работу с выступлениями «Уральских пельменей». В какой-то момент перед ним встал выбор: стройка или КВН. Брекоткин долго не мог определиться, но в конечном итоге предпочёл творчество.
После этого он стал приобретать популярность как актёр и телеведущий. В 2007—2009 годах Брекоткин регулярно появлялся в проекте «Шоу Ньюs» на телеканале «ТНТ» — юмористическом скетч-шоу, созданном творческим коллективом «Уральские пельмени» по заказу Comedy Club Production. Одним из наиболее известных проектов с участием Дмитрия Брекоткина стало импровизационное шоу «Южное Бутово», стартовавшее в сентябре 2009 года (последний выпуск вышел осенью 2010 года). Главные роли в этой программе исполняли Брекоткин и его коллега по «Уральским пельменям» Сергей Светлаков. 
С августа 2013 года по декабрь 2014 года выступал рекламным лицом спутникового оператора «Триколор ТВ», а в 2017 году — шоколадного батончика «35».

### Личная жизнь
Жена — Екатерина (с 23 декабря 1995 года). Дочери — Анастасия (1997 год) и Елизавета (2004 год).

## Творчество

### Телевидение
- 1995—2007 — «КВН» — участник команды «Уральские пельмени»
- 2001 — «Писаки» — Лев Толстой, писатель
- 2001 — «Вне родных квадратных метров» — Илья Валентинович
- 2005—2011 — «Слава Богу, ты пришёл!» — исполнитель разных ролей
- 2007—2009 — «Шоу Ньюs» — исполнитель разных ролей
- 2007 — «Стенка на стенку» — участник (четвёртый выпуск)
- 2009—2013 — «ДаЁшь молодЁжь!» — исполнитель разных ролей
- 2009 — «Большая разница» — Модест Иванов
- 2009 — «День знаний по-нашему» — Феликс
- с 2009 года — Шоу «Уральских пельменей» — исполнитель разных ролей
- 2010 — «Новый год по-нашему!» — Лёва
- 2010 — «Жестокие игры» — участник игры
- 2010—2011 — «Южное Бутово» — Дмитрий
- 2011—2013 — «Нереальная история» — исполнитель разных ролей
- 2011 — «Моржовка» — Иван
- 2012 — «Валера-TV» — Алексей «Лёха» Флэш

### Фильмография
| Год          |   | Название                 | Роль                                       |
| ------------ | - | ------------------------ | ------------------------------------------ |
| 1986         | ф | «Железное поле»          | школьник (эпизод, нет в титрах)            |
| 2008         | ф | «Очень русский детектив» | Алексей, доставщик пиццы                   |
| 2017         | ф | «Везучий случай»         | Сергей                                     |
| 2022         | ф | «Гриша Субботин»         | Жилин                                      |
| 2023 — н. в. | с | «Мама будет против»      | Тамара Игоревна Калугина, председатель ТСЖ |